# Parides gundlachianus
Espèce
Parides gundlachianus est une espèce d'insectes lépidoptères (papillons) de la famille des Papilionidae, de la sous-famille des Papilioninae, tribu des Troidini, sous-tribu des Troidina et du genre Parides.

## Dénomination
Il a été nommé Parides gundlachianus par Cajetan Freiherr von Felder et Rudolph Felder en 1864. L'espèce est dédiée à l'entomologiste cubain Juan Gundlach (1810-1896).
Synonymes : Papilio columbus; Parides gundlachianus.

### Noms vernaculaires
Il se nomme Cuban Cattleheart en anglais.

### Sous-espèces
- Parides gundlachianus gundlachianus
- Parides gundlachianus alayoi Hernández, Alayón et Smith, 1995[1].

## Description
Parides gundlachianus est un papillon de couleur marron à noir qui présente une ornementation colorée caractéristiques. Les antérieures  sont ornés d'une bande médiane bleu à verte et éventuellement d'une à deux taches proches de l'apex. Les postérieurs présentent une longue queue et de part et d'autre deux indentations comme de courtes queues, le tout souligné d'une large bande rouge submarginale.

## Biologie

### Plantes hôtes
Les plantes hôtes de sa chenille sont des aristoloches  (Aristolochia ).

## Écologie et distribution
Il réside uniquement à Cuba.  Parides gundlachianus gundlachianus est présent dans l'est de Cuba et Parides gundlachianus alayoi dans l'ouest sur la cote nord.

## Philatélie
Ce papillon figure sur une émission de Cuba de 1984 (valeur faciale : 30 c.)image sur shutterstock.